# Sergej Nikolaevič Ryžikov
Sergej Nikolaevič Ryžikov (in russo Сергей Николаевич Рыжиков?; Bugul'ma, 19 agosto 1974) è un cosmonauta russo.
Prese parte alle missioni di lunga durata Sojuz MS-02 (Expedition 49/50) nel 2016 e Sojuz MS-17 (Expedition 64) nel 2020; durante quest'ultima assunse il ruolo di comandante della ISS.
L'8 aprile 2025 è partito per la missione Sojuz MS-27 (Expedition 73) verso la ISS.

## Biografia
Si è diplomato alla scuola Kacha per piloti dell'aviazione nel 1996 come pilota. Dal 1996 al 1997 è stato pilota del reggimento d'addestramento aereo nell'Oblast' di Saratov, mentre tra il 1997 e il 2007 è stato pilota senior del reggimento di combattimento aereo dell'Oblast' di Tver, capo di volo aereo e capo esecutivo di un reggimento da combattimento aereo nell'Oblast' di Čita. Ha volato sugli aerei L-39 e Mig-29. È un Maggiore ritirato dell'aeronautica russa e pilota militare di Seconda Classe.

### Carriera cosmonauta
È stato selezionato come candidato cosmonauta dell'Ufficio Cosmonauti del Centro di addestramento cosmonauti Jurij Gagarin ad ottobre del 2006 (gruppo TsPK 14), terminando l'addestramento di base a giugno del 2009 e qualificandosi ufficialmente come cosmonauta. A luglio e a settembre 2019 è stato comandante dell'equipaggio di riserva rispettivamente della Sojuz MS-13 e Sojuz MS-15. Il 24 agosto 2019 era stato assegnato, insieme a Sergej Kud'-Sverčkov, all'equipaggio di riserva dell'Expedition 65/66 e all'equipaggio principale dell'Expedition 67/68.
Tuttavia, dopo che il cosmonauta Nikolaj Tichonov, comandante dell'equipaggio principale della Sojuz MS-16, ha subito una lesione oculare nel febbraio 2020 ed è stato dichiarato temporaneamente non idoneo al volo spaziale, il 19 febbraio 2020 l'equipaggio principale è stato sostituito da un equipaggio di riserva per motivi medici. Contemporaneamente, Ryžikov venne nominato comandante dell'equipaggio di riserva della Sojuz MS-16 e, a maggio dello stesso anno, come comandante dell'equipaggio principale della Sojuz MS-17.

#### Sojuz MS-02 (Expedition 49/50)
Il 9 febbraio 2015 è stato assegnato all'Expedition 49/50 insieme ai colleghi Robert Kimbrough e Andrej Borisenko, durante la quale ha comandato la Sojuz MS-02. Il 19 ottobre 2016 è partito per la sua prima missione sulla Stazione Spaziale Internazionale, attraccando due giorni dopo. Durante la missione ha condotto manutenzione del Segmento russo, svolto esperimenti scientifici e supervisionato l'arrivo di un veicolo cargo Progress (Progress MS-05). Era a bordo della ISS quando è avvenuto l'incidente al veicolo cargo Progress MS-04 che è andato perso a causa di un malfunzionamento del terzo stadio del lanciatore Sojuz-U. È stato il quarto veicolo cargo verso la Stazione ad andare perso in poco più di due anni; gli altri son stati Cygnus CRS Orb-3 ad ottobre 2014, Progress M-27M ad aprile 2015 e SpaceX CRS-7 a giugno 2015. È tornato sulla Terra il 10 aprile dello stesso anno dopo 173 giorni in orbita. Durante le ultime fasi della discesa, a circa 8 km di altitudine mentre si dispiegava il paracadute, le funi di quest'ultimo hanno colpito una saldatura della navicella creando una depressurizzazione. I membri dell'equipaggio non sono mai stati in pericolo dato che stavano indossando la tuta Sokol, e inoltre a un'altitudine di 5 km si apre una valvola per permettere all'aria esterna di entrare.

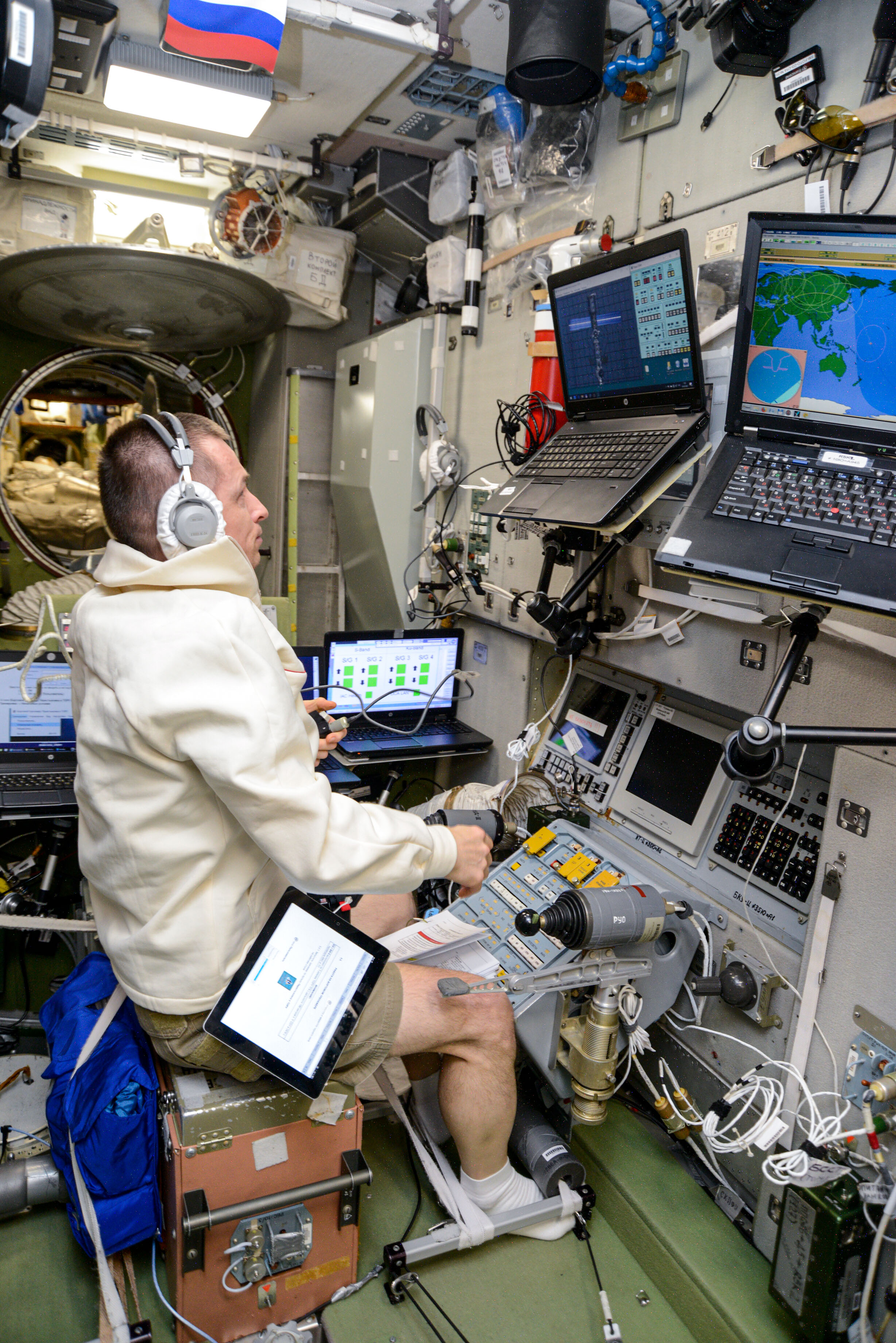
Ryžikov si esercita nelle operazioni di docking manuale con il sistema TORU nel modulo Zvezda

#### Sojuz MS-17 (Expediton 64)
A maggio 2020, Ryžikov e il suo equipaggio venne spostato dall'equipaggio di riserva a quello principale della Sojuz MS-17 (Expedition 64) a causa dell'infortunio all'occhio del cosmonauta Nikolaj Tichonov. Per l'interruzione dei voli commerciali e evitare possibili contagi, il 9 maggio 2020 la NASA mandò in Russia un aereo privato per prendere i cosmonauti dell'equipaggio principale e di riserva dell'Expedition 64 e portarli a Houston, per permettere loro di partecipare all'addestramento di due mesi al Johnson Space Center sulle attrezzature e procedure del Segmento statunitense della ISS.
Il lancio avvenne il 14 ottobre 2020 insieme al cosmonauta Sergej Kud'-Sverčkov e all'astronauta Kate Rubins. Una settimana dopo il suo arrivo sulla ISS, Ryžikov assunse comando della Expedition 64 appena iniziata, mantenendolo fino alla conclusione della missione.
Durante la permanenza sulla ISS dovette occuparsi di alcune situazioni particolari rispetto alle solite missioni spaziali sulla ISS.
Due mesi prima del suo arrivo sulla ISS, nell'agosto 2021, l'equipaggio dell'Expedition 63 venne impegnato nell'individuazione e nei tentativi invani di sigillare un foro presente nel modulo russo Zvezda che stava facendo perdere pressione e ossigeno alla ISS. Ryžikov e Kud'-Sverčkov nei primi mesi in orbita dovettero occuparsi di individuare il foro, che poi si scoprì essere più simile a una crepa di 2-4 cm. Dopo numerosi tentativi nei mesi successivi, nel marzo 2021 i due cosmonauti fecero dei fori di trapano all'estremità della crepa per fermarne l'estensione e la sigillarono con un nuovo sigillante. Le cause del formarsi della crepa erano state identificate come fatica del metallo causata dalle continue pressurizzazioni e depressurizzazioni della sezione per l'arrivo e la partenza dei veicoli spaziali.
Come unico comandante Sojuz presente durante l'Expedition 64, Ryžikov aveva il compito di gestire le operazioni di arrivo e partenza dei veicoli cargo russi Progress; il 17 febbraio 2021 durante le procedure automatiche di docking della Progress MS-16 un malfunzionamento del sistema automatico Kurs comportò l'intervento di Ryžikov che ha dovuto prendere il controllo della navicella e pilotarla manualmente con il sistema TORU fino al modulo Pirs. L'arrivo di questa navicella aveva una importanza maggiore rispetto alle solite navicelle cargo; la Progress MS-16 infatti, nel luglio 2021 durante la sua partenza dalla ISS, sganciò il modulo Pirs dalla ISS per farlo deorbitare in modo distruttivo sulla Terra, in modo da lasciare il boccaporto libero per i nuovi moduli Prichal e Nauka.
Il 17 aprile 2021 fece ritorno sulla Terra a bordo della Sojuz MS-17, atterrando nelle steppe del Kazakistan dopo 184 giorni di missione.

#### Sojuz MS-27 (Expedition 73)
Nell'agosto 2024 venne assegnato ufficialmente alla missione Sojuz MS-27 (Expedition 73). Il lancio è avvenuto l'8 aprile 2025.